# 화성 용주사 병풍
화성 용주사 병풍(華城 龍珠寺 屛風)은 경기도 화성시 용주사에 있는 조선시대의 병풍이다. 1972년 5월 4일 경기도의 유형문화재 제15호로 지정되었다.

## 개요
풀과 나무의 모습을 채색하여 그린 4폭 병풍으로, 각 그림의 크기는 가로 65.5cm, 세로 222.5cm이다. 원래는 8폭이었을 것으로 추정된다.
각 폭에는 오동나무, 단풍나무, 매화, 모란 등 각기 다른 초목을 한 종류씩 그려 놓았는데, 오동나무를 제외하면, 각 폭마다 짙은 묵으로 그린 기이한 모습의 돌이 함께 표현되어 있다. 어떤 폭은 푸른색의 바위와 붉은 꽃을 그려 색깔의 대비를 보여주기도 한다. 이러한 표현은 조선 후기인 19세기 궁중 가리개 등의 유물에서도 찾아볼 수 있다.
단원 김홍도(1745∼?)의 그림으로 정조가 용주사 창건시 하사하였다고 전하고 있으나, 단원의 화풍과 많이 다르고, 19세기 화법도 일부 나타나고 있어 확실하지는 않다.
민화적 형식을 가진 특이한 작품으로, 그림의 화법이 매우 정교하여 우리나라 화단의 귀중한 자료가 되고 있다.

## 참고 자료
- 용주사병풍 - 국가유산청 국가유산포털